# Grão-Ducado de Meclemburgo-Strelitz
O Grão-Ducado de Meclemburgo-Strelitz era um território no norte da Alemanha, governado pela Casa de Meclemburgo a capital era em Neustrelitz. Como o vizinho o Grão-Ducado de Meclemburgo-Schwerin, era um Estado membro soberano da Confederação Germânica e tornou-se um estado federado da Confederação da Alemanha do Norte e, finalmente, do Império Alemão após a unificação de 1871. Após a Primeira Guerra Mundial e da Revolução Alemã de 1918-1919 foi sucedido pelo Estado Livre de Meclemburgo-Strelitz.

## Geografia

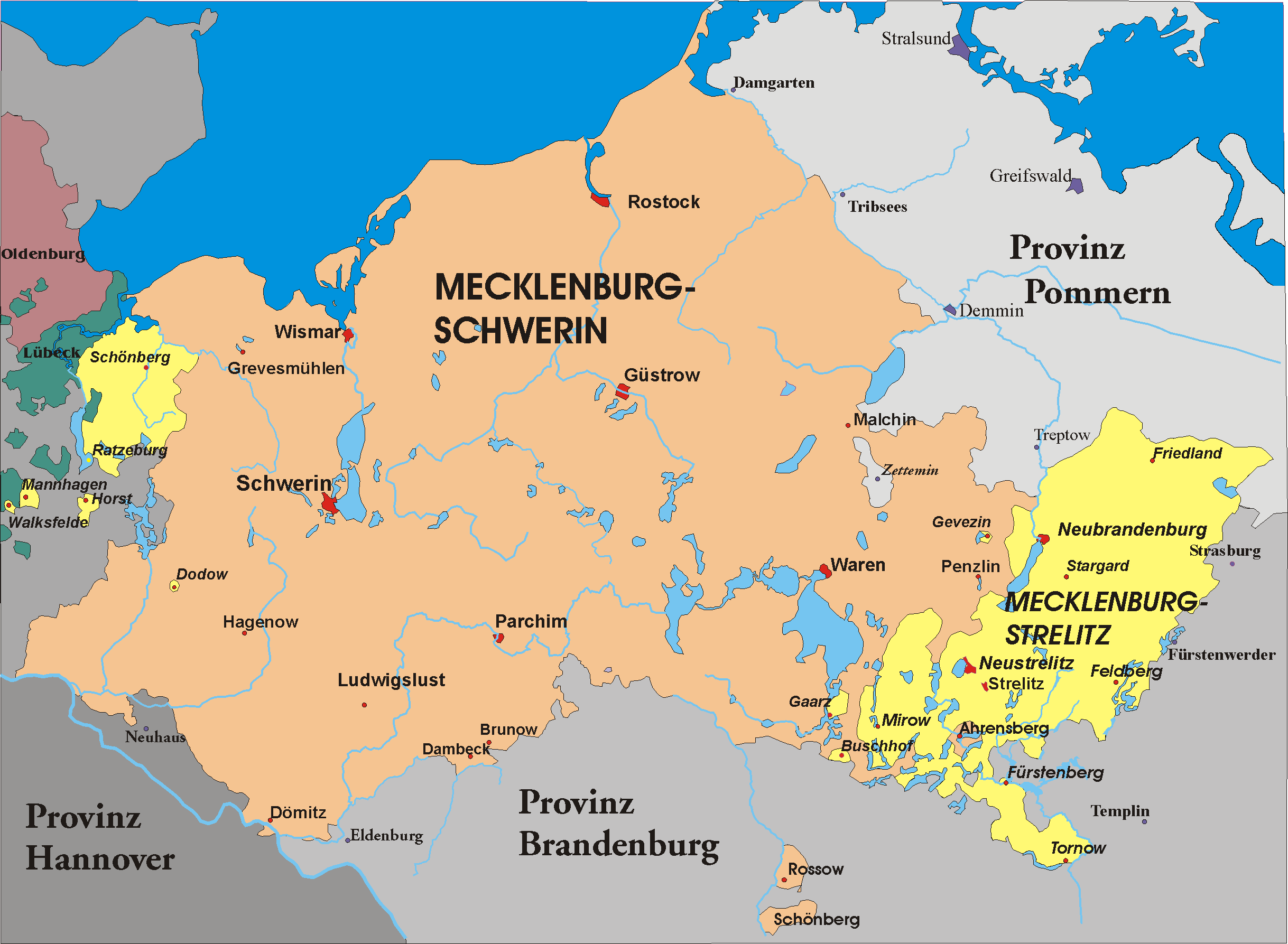
Mapa de Meclemburgo-Strelitz em amarelo.

Consistiu em duas partes isoladas da região de Meclemburgo: o maior senhorio de Stargard com a residência de Neustrelitz a sudeste do Grão-Ducado de Meclemburgo-Strelitz e o Principado de Ratzeburg, a oeste. Stargard foi delimitada pelas províncias prussianas da Pomerânia e Brandemburgo, a fronteira de Ratzeburg foi delimitado pelo Ducado de Saxe-Lauenburgo (incorporado na Província de Schleswig-Holstein em 1876) e do território da Cidade Livre de Lübeck. Grandes cidades ao lado de Neustrelitz incluiu Neubrandenburg, Friedland), Woldegk, Stargard, Fürstenberg, e Wesenberg. O Grão-Ducado incluía ainda a ex-comendadorias dos Cavaleiros Hospitalários de Mirow e Nemerow.

## História
O Ducado de Meclemburgo-Strelitz, criado de acordo com o Tratado dinástico de Hamburgo em 1701, adotou a constituição corporativa de irmão com o Ducado de Meclemburgo-Schwerin por um ato de setembro 1755. Durante as Guerras Napoleônicas foi poupado na inflexão de uma ocupação francesa através dos bons ofícios do rei Maximiliano I José da Baviera e seu ministro Maximilian von Montgelas; Duque Charles II de Meclemburgo-Strelitz declarou neutralidade em 1806 e entrou para a Confederação do Reno, em 1808, no entanto, retirou-se em 1813, na véspera da campanha alemã em favor de uma aliança contra Napoleão. Juntou-se à Confederação Germânica estabelecido após o Congresso de Viena de 1815 para suceder o Sacro Império Romano-Germânico dissolvido; ele e seu primo Frederico Francisco I de Meclemburgo-Schwerin tanto assumiu o título de grão-duque(Großherzog von Mecklenburg).

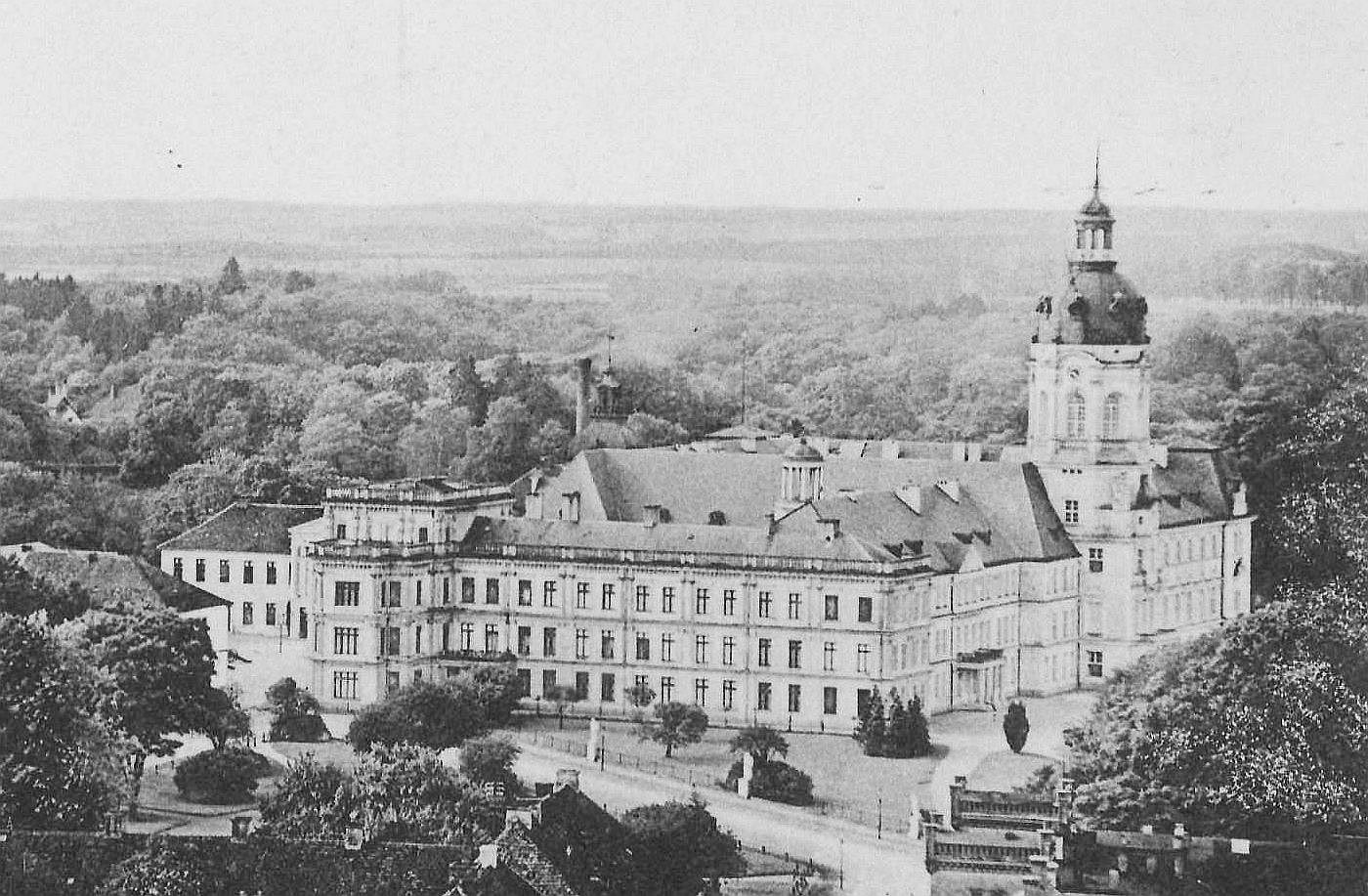
Castelo Neustrelitz, c. de 1900.

Embora o Grão-Duque Frederico Guilherme rejeitou abertamente a anexação da Prússia do Reino de Hanôver, o exército prussiano havia sido auxiliado por soldados de Meclemburgo-Strelitz na Guerra Austro-Prussiana de 1866. Então, o Grão-Ducado entrou para a Confederação da Alemanha do Norte e do Zollverein reconstituído. Também na Guerra Franco-Prussiana de 1870-1871, o Reino da Prússia recebeu ajuda valiosa de Meclemburgo-Strelitz.
Em 1871, tanto Meclemburgo-Schwerin e Meclemburgo-Strelitz se tornaram Estados do Império Alemão. Meclemburgo-Strelitz voltou a ser um membro da câmara de Bundesrat. No entanto, o Grão-Duque ainda foi denominado Príncipe dos vendos e o governo interno de Meclemburgo-Strelitz permaneceu não modernizado. Ridicularizado pelo Chanceler Otto von Bismarck como um porto seguro em face do apocalipse ameaçador "como tudo o que há acontece 50 anos depois", o Grão-Ducado tinha sido sempre um governo de caráter feudal. Os grãos-duques exerceram poder absoluto através de seus ministros, com um tipo antiquado de representação as classes sociais. Se reuniam por uma breve sessão uma vez por ano, e em outras vezes era representado por um comité, composto pelos proprietários de fazendas (Rittergüter), conhecido como Ritterschaft, e do Landschaft, que era composto de burgomestres de cidades selecionadas.
Havia agora uma renovação da agitação por uma constituição mais democrática, e do Reichstag alemão deu algum semblante a este movimento. Em 1904 Adolfo Frederico V, filho do Grão-Duque Frederico Guilherme e sua esposa, a Princesa Augusta de Cambridge, filha do Príncipe Adolfo, se tornou Grão-Duque de Meclemburgo-Strelitz. Em 1907, o Grão-Duque prometeu uma constituição para os súditos do ducado, mas esta foi recebida com oposição pela nobreza.

## Consequências
A dinastia Meclemburgo-Strelitz terminou pouco antes da perda da monarquia aos acontecimentos associados com a Primeira Guerra Mundial. Naquele tempo, existia apenas dois sobreviventes da dinastia reconhecidos de Strelitz, o jovem Grão-Duque Adolfo Frederico VI, e seu primo Carlos Miguel, que estava em serviço na Rússia, sendo filho da Grã-Duquesa Catarina Mikhailovna. Em 1914, antes da proclamação da guerra entre a Alemanha e a Rússia, Duque Carlos Miguel renunciou à cidadania de Meclemburgo. Em 23 de fevereiro de 1918, o Grão-Duque Adolfo Frederico VI cometeu suicídio, deixando seu primo Carlos Miguel como herdeiro do trono de Strelitz. Estando na Rússia, Carlos Miguel não assumiu o trono, e em 1918 ele escreveu para o Grão-Duque Frederico Francisco IV de Meclemburgo-Schwerin, que estava atuando como regente em Strelitz, afirmando que ele desejava renunciar aos seus direitos de sucessão para Strelitz, embora a carta só foi recebida por Frederico Francisco em 1919 após o fim das monarquias alemãs, assim a questão da sucessão não pôde ser resolvida no momento.
A Casa de Meclemburgo-Strelitz sobrevive até hoje, descendentes do Duque Jorge, filho morganático do Duque Jorge Alexandre com a Condessa Natalia Carlow e o sobrinho do Duque Carlos Miguel, que o adotou, em 1928. Jorge posteriormente assumiu o título de (Sua Alteza Sereníssima) "Duque de Meclemburgo", que foi reconhecido pelo Grão-Duque Frederico Francisco IV de Meclemburgo-Schwerin. Mais tarde, lhe foi dado o estilo de "Alteza" pela Casa de Meclemburgo-Schwerin. O neto de Jorge, Boruíno é o atual chefe da Casa de Meclemburgo-Strelitz.
O condado de Mecklenburg, na Carolina do Norte nos Estados Unidos que inclui a cidade de Charlotte, é nomeado em homenagem ao ducado. A cidade de Charlotte, conhecido como "The Queen City" ("A Cidade da Rainha") foi nomeada pela rainha Charlotte, esposa do Rei Jorge III do Reino Unido. A Rainha Charlotte era Princesa Charlotte de Meclemburgo-Strelitz, nascida em 19 de maio de 1744. Ela era a filha mais nova do Duque Carlos Luís Frederico de Meclemburgo-Strelitz, príncipe de Mirow e sua esposa, a Princesa Isabel Albertina de Saxe-Hildburghausen.